# STS-63
STS-63 (Space Transportation System-63) var Discoverys 20. rumfærge-mission.
Opsendt 3. februar 1995 og vendte tilbage den 11. februar 1995.
Missionen var rumfærgernes 1. tur til rumstationen Mir og 2. mission med russisk deltagelse, den første var STS-60.
Efterfølgende fælles missioner til Mir: Sojuz TM-21, STS-71, STS-74, STS-76, STS-79, STS-81, STS-84, STS-86, STS-89 og STS-91.

## Besætning
- James Wetherbee (kaptajn)
- Eileen Collins (pilot)
- Bernard Harris (1. missionsspecialist og nyttelast-specialist)
- /  Michael Foale (2. missionsspecialist)
- Janice Voss (3. missionsspecialist)
- Vladimir Titov (4. missionsspecialist)

Hovedartikler: